# مانوئل چار
مانوئل چار (انگلیسی: Manuel Charr؛ زادهٔ ۱۰ اکتبر ۱۹۸۴) یا محمود شعار بوکسور اهل سوریه-آلمان است.